# Monumento natural de los Volcanes de Teneguía
El monumento natural de los Volcanes de Teneguía es un espacio natural protegido del municipio de Fuencaliente en  la isla de La Palma, en Canarias conformado por un campo de volcanes.
Fue creado por la Ley 12/1987 de 19 de junio, por la que se declaraban los espacios protegidos de Canarias. Se segregó del parque natural de Cumbre Vieja por la Ley 13/1994 de 22 de diciembre. Ha sido protegido para preservar los espectaculares conos y coladas de erupciones históricas y prehistóricas que han tenido lugar en él. Entre ellas las del Volcán Teneguía y el Volcán de Fuencaliente. Además posee una interesante muestra de biodiversidad en terrenos recién formados, como la tijereta Anataelia lavicola, musgos y bejeques. El parque cubre 857,4 hectáreas.